# Dommaraju Gukesh
Dommaraju Gukesh, także Gukesh D (tamil. குகேஷ்ு, hindi गुकेश डी; ur. 29 maja 2006 w Ćennaju) – indyjski szachista, cudowne dziecko szachów. Arcymistrz od 2019 roku. Mistrz świata w szachach klasycznych od 2024 roku.

## Życiorys
Urodził się 29 maja 2006 roku w Ćennaju. Gry w szachy nauczył się w wieku siedmiu lat. Zwyciężył w mistrzostwach świata juniorów do lat 12 w 2018 roku i do lat 14 dwa lata później. W 2018 uzyskał normę mistrza międzynarodowego, a rok później został arcymistrzem, zostając drugą najmłodszą osobą w historii z tym tytułem (młodszy był tylko Siergiej Kariakin). W sierpniu 2022 roku podczas 44. olimpiady szachowej zdobył wraz z drużyną trzecie miejsce oraz wywalczył indywidualnie złoty medal na pierwszej szachownicy. W 2024 roku zwyciężył w turnieju pretendentów, co dało mu możliwość zagrania meczu o mistrzostwo świata w szachach klasycznych przeciwko Dingowi Lirenowi. Zwyciężył w meczu 7½ do 6½ i został nowym mistrzem świata. Został on również najmłodszym zawodnikiem w historii z tytułem mistrza świata wyprzedzając Garriego Kasparowa, który zdobył tytuł mistrza świata w wieku 22 lat.
We wrześniu 2024 roku wywalczył wraz z drużyną pierwszy w historii Indii złoty medal w rozgrywkach olimpiady szachowej, broniąc również indywidualnego złotego medalu na pierwszej szachownicy.
W październiku 2024 roku osiągnął najwyższy w karierze ranking szachowy, który wyniósł 2794 punkty.